# Давид Сейфер
Давид Сейфер (фр. David Seifert; 1896–1980) — український та французький художник.

## Біографія
Давид Сейфер народився у 1896 році у Володимирі. Відвідує Львівську школу мистецтв. У 1912 році поступає разом з Йоахимом Вейнгартом, в Школу образотворчих мистецтв Веймара. Промисловець і меценат Карол Кратз знайомиться з його роботами і вирішує підтримувати його під час навчання.
У 1924 році Сейфер приїжджає в Париж і влаштовується на Монпарнасі. У 1927 році він розписує інтер'єр кафе «Coupole» разом з іншими художниками, такими як Жорж Карс, Марія Васильєва та Натан Грюнсвейг. У 30-х роках він знайомиться з Леоном Вейсбергом.
З 1936 року Давид Сейфер живе зі своєю дружиною і сином в будинку 73 по вулиці Нотр-Дам-Де-Шан, в майстерні поруч з майстерні Еміля Отона Фрієза. Вечорами він зустрічається з друзями в кафе Dôme.
15 липня 1942 року, напередодні облави гестапо, Отон Фрієз попереджає його про небезпеку і радить втікати. Сейфер поміщає свого сина в католицьку школу в Парижі, в коледж Станіслас; сам з дружиною переховується в Санарі. Дружина займається поширенням його творчості. Торговець Володимир Райкіс з галереї Зак регулярно купує роботи Сейфер.
Основні колекціонери Давида Сейфер з Англії і в Південної Африки.
У 1960 році Сейфер влаштовується в будинку на пагорбах у Медоні, де він працює до кінця життя.